# Andreas Kraß
Andreas Kraß (* 2. Oktober 1963 in Schermbeck) ist ein deutscher Literaturwissenschaftler mit Schwerpunkt auf germanistischer Mediävistik und Queer Theory.

## Leben
Andreas Kraß schloss im Jahr 1990 sein Studium an der Ludwig-Maximilians-Universität München mit dem Ersten Staatsexamen für das Lehramt an Gymnasien ab. In den Folgejahren arbeitete er dort am Institut für Deutsche Philologie als wissenschaftlicher Assistent. 1994 wurde er mit einer Arbeit zur mittelalterlichen Rezeption der Mariensequenz Stabat mater dolorosa promoviert und 2003 mit einer Studie zur Semiotik der Kleidung in höfischen Erzählungen des Mittelalters habilitiert. Er erhielt die Venia Legendi für Deutsche Philologie des Mittelalters und der frühen Neuzeit.
Im Jahr 2004 wurde er zum Professor für Ältere Deutsche Literatur (W2) an die Goethe-Universität in Frankfurt am Main berufen, wo er für mehrere Jahre Mitglied des Cornelia Goethe Centrums für die Erforschung der Geschlechterverhältnisse war. Seit dem Wintersemester 2012/13 bekleidet er eine Professur für Ältere Deutsche Literatur (W3) an der Humboldt-Universität Berlin. Dort gründete Andreas Kraß im Jahr 2012 die Forschungsstelle Kulturgeschichte der Sexualität. Seit 2013 ist er Mitglied im Zentrum für transdisziplinäre Geschlechterstudien.

## Forschung
Andreas Kraß gab 2003 den Sammelband Queer Denken heraus, der erstmals Basistexte der amerikanischen Queer Theory (u. a. von Eve Kosofsky Sedgwick, David M. Halperin, Teresa de Lauretis und Gayle Rubin) in deutscher Übersetzung publizierte. Sechs Jahre später veröffentlichte er eine interdisziplinäre Sammlung von Aufsätzen mit Queer Studies aus deutscher Perspektive.
Mit seinen Monographien Meerjungfrauen – Geschichten einer unmöglichen Liebe (2010) und Ein Herz und eine Seele – Geschichte der Männerfreundschaft (2016) richtete sich Andreas Kraß an ein breiteres Lesepublikum. Er untersuchte darin die jeweiligen Sujets anhand literarischer Zeugnisse von der Antike bis zur Gegenwart und lieferte damit literatur- und kulturgeschichtliche Längsschnitte. Beide Bücher wurden umfangreich rezensiert. Zudem veröffentlichte Kraß mit Die Anfänge der deutschen Literatur (2022) eine Einführung zur Entstehung der deutschen Dichtung in der Zeit vom 8. bis 10. Jahrhundert. 
Die Forschungsstelle Kulturgeschichte der Sexualität knüpfte ursprünglich an eine Privatsammlung an, die der deutsche Sexualwissenschaftler Erwin J. Haeberle im Jahr 2004 der Humboldt-Universität schenkte. Die Archivalien umfassen Fachliteratur, Nachlässe, Tonbänder und Briefwechsel. 2015 zeigte die Forschungsstelle an der Humboldt-Universität zu Berlin eine Ausstellung über den Arzt und Sexualwissenschaftler Magnus Hirschfeld. 2018 folgte eine Ausstellung in Kooperation mit dem Werkbundarchiv – Museum der Dinge zum Thema „Erotik der Dinge. Sammlungen zur Geschichte der Sexualität“. Weitere Forschungsprojekte befassen sich mit der Sammlung erotischer Objekte der US-Amerikanerin Naomi Wilzig und mit dem Verhältnis von Judentum und Homosexualität in der deutschen, jiddischen und hebräischen Literatur (1890–1945).
Einen weiteren Forschungsschwerpunkt bildet das Berliner Repertorium, eine Online-Datenbank zu mittelhochdeutschen und mittelniederdeutschen Übertragungen lateinischer Hymnen, Sequenzen und Antiphonen. Sie bietet Zugriff auf 471 lateinische Vorlagen in rund 3000 volkssprachlichen Übersetzungen und über 7000 Textzeugen aus zahlreichen Handschriften und Drucken. Das Projekt wurde von der Deutschen Forschungsgemeinschaft von Oktober 2012 bis Februar 2022 gefördert. Er ist Leiter des Forschungsprojekts „Queer Reading“, das 2024 seine Arbeit aufnahm und anhand der Literatur der Jahre 1872 bis 1994, dem „Zeitalter des Paragraphen 175“, eine Methodologie dieses literaturwissenschaftlichen Lektüreverfahrens erarbeiten möchte.

## Auszeichnungen und Stipendien (Auswahl)
- 1994: Promotionspreis der Ludwig-Maximilians-Universität München
- 2000–2001: Feodor-Lynen-Stipendium der Alexander von Humboldt-Stiftung am German Department der University of Washington, Seattle/USA
- 2003–2004: Heisenberg-Stipendium der Deutschen Forschungsgemeinschaft

## Schriften (Auswahl)

### Monographien
- Höfische Lyrik. Eine Einführung. Springer Verlag, Berlin 2024, ISBN 978-3-662-66650-0.
- Die Anfänge der deutschen Literatur. Eine Einführung. Springer Verlag, Berlin 2022, ISBN 978-3-662-64152-1.
- Ein Herz und eine Seele. Geschichte der Männerfreundschaft. S. Fischer Verlag, Frankfurt am Main 2016, ISBN 978-3-10-397206-1.
- Meerjungfrauen. Geschichten einer unmöglichen Liebe. S. Fischer Verlag, Frankfurt am Main 2010, ISBN 978-3-10-038195-8.
- Geschriebene Kleider. Höfische Identität als literarisches Spiel (= Bibliotheca Germanica. Band 50). Francke, Tübingen 2006, ISBN 3-7720-8129-0.
- Stabat mater dolorosa. Lateinische Überlieferung und volkssprachliche Übertragungen im deutschen Mittelalter. Fink, München 1998, ISBN 3-7705-3240-6 (online).

### Herausgeberschaften (Auswahl)
- mit Moshe Sluhovsky und Yuval Yonay: Queer Jewish Lives Between Central Europe and Mandatory Palestine. Biographies and Geographies. transcript, Bielefeld 2022, ISBN 978-3-8376-5332-8.
- mit Moshe Sluhovsky: Sarah Rappeport. Die Jüdin von Cherut. Roman. Hentrich & Hentrich, Berlin/Leipzig 2021, ISBN 978-3-95565-374-3.
- mit Matthias Standke: Geistliche Liederdichter zwischen Liturgie und Volkssprache. Übertragungen, Bearbeitungen, Neuschöpfungen in Mittelalter und Früher Neuzeit (= Liturgie und Volkssprache. Band 5). De Gruyter, Berlin 2020, ISBN 978-3-11-066678-6.
- mit Christina Ostermann: Hymnus, Sequenz, Antiphon. Fallstudien zur volkssprachlichen Aneignung liturgischer Lieder im deutschen Mittelalter (= Liturgie und Volkssprache. Band 3). De Gruyter, Berlin 2019, ISBN 978-3-11-064678-8.
- mit Nataša Bedeković und Astrid Lembke: Durchkreuzte Helden: Das »Nibelungenlied« und Fritz Langs Film »Die Nibelungen« im Licht der Intersektionalitätsforschung. transcript, Bielefeld 2014, ISBN 978-3-8376-2647-6.
- Queer Studies in Deutschland. Interdisziplinäre Beiträge zur kritischen Heteronormativitätsforschung. Trafo, Berlin 2009, ISBN 978-3-89626-725-2.
- Queer denken. Gegen die Ordnung der Sexualität. Suhrkamp, Frankfurt am Main 2003, ISBN 3-518-12248-7.